# Тодор Александров
Вижте пояснителната страница за други личности с името Тодор Александров.
Тодор Александров Попорушев е български революционер, член на Централния комитет и лидер на Вътрешната македонска революционна организация. Използва псевдоними като Богдан Илиев, Б. Илиева, Б. М. Хр., Богдан(ка), Божидар, Божил Наков, Даскала, Кахраман Тодор, Миле Христов, Невена, Недокръстен, Недю Кръстев, С(абри), Sabri, Старио, Трайко Василев. Негов фонд с документи се съхранява в Държавна агенция „Архиви“ с номер 1933К.

## Биография

### Във ВМОРО
Тодор Александров е роден на 4 март 1881 година в щипската махала Ново село, в семейството на учителя Александър Попорушев и Мария Хаджиянева-Попорушева. От 1888 година учи в Радовиш, където баща му е изпратен като учител. В 1893 година Александър Попорушев е върнат в Щип и Тодор Александров продължава образованието си в родния си град, където завършва ІІ и ІІІ прогимназиален клас. В 1895 година постъпва в българското педагогическо училище в Скопие, което завършва в 1898 година с отличен успех. В Скопие на 16-годишна възраст се включва във Вътрешната македоно-одринска революционна организация, посветен от директора на училището Христо Матов. Още тогава Тодор Александров се сблъсква с опитите на сръбската пропаганда да привлече скопски ученици в новооткритите си училища.
След завършването си Александров е разпределен като учител във Виница, центъра на тежката Винишка афера от предходната 1897 година. Във Виница Александров работи за възстановяване на организацията. В 1900 – 1901 година преподава в българската прогимназия в Кратово, където заедно с Иван Шатев и Владимир Карамфилов е член на околийския революционен комитет. В Кратово братът на Иван Шатев и съученик и приятел на Александров от Скопие Павел Шатев се опитва да го привлече в кръга на гемиджиите, но Александров отказва, макар да му помага да пренесе експлозивите към Солун тайно от ЦК на ВМОРО. През 1902 година Александров е назначен за организационен ръководител в Кочани.
Павел Шатев пише във „В Македония под робство“:
| „ | През време на дружбата ми с Тодор Александров той ми направи впечатление на един много разсъдителен, трезвен ум и готов за всички жертви пред олтара на освободителното дело... исках да убедя Тодор Александров да стане наш другар, като при първия зов напусне учителството и се причисли към нашия кръжок. Обаче Т. Александров, въпреки че напълно възприемаше нашата борба – терористическа дейност срещу видни турски сановници и атентати срещу големи банкови и търговски институти в страната, предимно чуждестранни, за да се обърне вниманието на интелектуалния свят в Западна Европа към Македония, като един етап от общата революционна борба в Македония – все пак със своя трезвен и практичен ум схващаше, че аз не бях реалист, че не стоя на здрава и солидна почва, защото тоя род борба, в която аз исках да го ангажирам, освен че изискваше преди всичко подбрани интимни приятели, но, най-важното, изискваше и много парични средства... Той гледаше на нещата много по-реално и искаше да бъде полезен и на делото, и на своите близки и не му се искаше да прави експерименти. Неговият трезвен ум работеше непрекъснато и той не губеше своите свободни часове, а постоянно работеше и мислеше как да може изобщо да бъде полезен на освободителното движение. Той диреше пътища и методи на действие за да се организира масата и се създадат грамадни организации, които да бъдат ръководени от един център, който център в даден момент да разполага тялом и духом с хората на тия градски и селски организаци и за изпълнението на известни революционни акции. Така той мислеше за създаването на една мощна и гъвкава революционна организация, когато аз мислех само как ще можем да направим някой атентат. | “ |

В 1903 година преподава в Кочани, като се занимава с организирането на населението от тези райони и изграждането на канали за пренасяне на оръжие от свободна България към вътрешността на Македония.
След като облага с революционен данък кочанските власи, на 27 март 1903 година Тодор Александров е арестуван от турските власти и осъден на 5 години затвор от извънреден съд в Скопие. В османските документи пише: учител Тодор, син на Александър, роден в Щип, жител на град Кочани, българин, православен. Арестуван на 27 март  1903 година, обвинен в „участие в тайната преписка българските бунтовнически разбойници и ръководене на бунтовническите дела“. Осъден е на 5 години затвор в твърдина, лежал в Скопския затвор, амнистиран с общата амнистия от 12 април 1904 година.
През учебната 1904 – 1905 година Тодор Александров е назначен за главен учител във ІІ класно училище в Щип. Същевременно е избран и за член на околийското ръководство на ВМОРО в Щип, където работи с двамата си ментори Тодор Лазаров и Мише Развигоров, с които издига града и околията до положението на едни от най-образцовите в организационно отношение. През декември 1904 г. след едно сражение на чета на ВМОРО с турските войски в ръцете на властта попада писмо, от което се разбира за неговата революционната дейност. Предупреден навреме, Тодор Александров се укрива, напуска Щип заедно със Стоян Мишев и през януари 1905 година става секретар в четата на Мише Развигоров, с което свършва легалният период от живота му. Александров е делегат от щипския район на първия окръжен конгрес на Скопския революционен окръг.
След 1906 година Александров се издига като един от ръководителите на Скопския революционен окръг. Той се ползва с име на прагматичен и способен организатор, стоящ далеч от излишните теоретични спорове, които по това време раздират ВМОРО и дори водят до братоубийствени борби. По отношение на външните врагове на българското население в Македония – турските власти и опитите на Сърбия да подготви почвата за завладяване на Македония Тодор Александров е безкомпромисен.
През 1906 г. поради заболяване, Тодор Александров остава в България. Според прилепския войвода Петър Ацев, Александров е закратко писар в Задграничното представителство на ВМОРО в София и предава информация за ставащото там на Даме Груев. След сдърпване с члена на ЗП Гьорче Петров, Тодор Александров става учител в Бургас. В края на същата година е повикан от Христо Матов да поеме касата на Задграничното представителство на ВМОРО, след убийството на Борис Сарафов и Иван Гарванов. През ноември 1907 година Александров е избран за окръжен войвода от третия конгрес на Скопския революционен окръг. Участва в подготовката на Кюстендилския конгрес на ВМОРО през 1908 г. По време на Хуриета става главен ревизор на българските училища в Македония. Заедно с Тодор Лазаров организира неуспешно покушение срещу Яне Сандански в Цариград през август 1909 г., в което участват и Михаил Монев, Михаил Думбалаков, Владе Сланков, Йордан Иванов - Беснико и Стефан Чавдаров. Вследствие на това, младотурците затягат контрола в Щипско, а неуспешният им опит да арестуват Александров през 1909 година води до неговото укриване и бягство в България с малка чета.
При възстановяването на ВМОРО в 1910 година обикаля с чета Скопския революционен окръг. По време на обезоръжителната акция в 1910 година, домът на Тодор Александров и на чичо му Доне в Щип са опожарени от властите, а семейството му е принудено да се пресели в София. Четата на Александров се увеличава значително от забегнали бивши войници и четници. Четата пуска сред населението възвания със закани за смърт при предаване на оръжието и провежда репресии срещу провинили се турски разбойници и заселени босненски мухаджири в Скопски революционен окръг (основно Щипско, Кочанско и Кратовско).
В началото на 1911 година, след дълги преговори между различните фракции в македонското движение и по писмено съгласие между окръзите, Тодор Александров е избран за член на ЦК на ВМОРО заедно с Христо Чернопеев и Петър Чаулев, а като резервен член е избран Александър Протогеров.

### По време на войните за национално обединение
Под негово непосредствено ръководство са организирани и извършени атентатите в Щип (ноември 1911 г.) и Кочани (август 1912 г.) и Дойран (28 август 1912 г.), които са един от поводите за избухването на Балканската война през септември 1912 г.
По време на Балканската война, в която ВМОРО подкрепя изцяло българската армия и войските на българските съюзници – Сърбия, Гърция и Черна Гора в съвместната им борба срещу Османската империя, Тодор Александров се намира в Солунско и е начело на чета №52 на Македоно-одринското опълчение, която достига до 117 души, с която навлиза в град Кукуш и го предава на настъпващите български военни части. Преди това четата организира базата си между Карадаг и Арджанското езеро, организира селската милиция в района и извършва два атентата в Солун, 3 – 4 опита за взривяване на жп линията Солун-Скопие и Солун-Цариград, при Саръ-Гьол, в Дойран и на моста между Дойран и Килиндир. Под командването на Тодор Александров действат четите на Гоце Междуречки и Георги Мончев. След освобождението на Кукуш на 23 октомври 1912 година Гоце Междуречки е назначен на висш военно-административен пост в околията.
| Чета № 52 на МОО с командир Тодор Александров | Чета № 52 на МОО с командир Тодор Александров | Чета № 52 на МОО с командир Тодор Александров | Чета № 52 на МОО с командир Тодор Александров | Чета № 52 на МОО с командир Тодор Александров | Чета № 52 на МОО с командир Тодор Александров |
| Номер                                         | Име                                           | Години                                        | Околия                                        | Селище                                        | Бележки                                       |
| --------------------------------------------- | --------------------------------------------- | --------------------------------------------- | --------------------------------------------- | --------------------------------------------- | --------------------------------------------- |
|                                               | Андон                                         |                                               | Щипско                                        | Криви дол                                     |                                               |
|                                               | Анто Илиев                                    |                                               | Велешко                                       | Ветерско                                      |                                               |
|                                               | Анто Манасиев                                 | 26                                            | Велешко                                       | Ветерско                                      |                                               |
|                                               | Благой Ангелов                                | 20                                            | Кумановско                                    | Куманово                                      |                                               |
|                                               | Богдан Смилев                                 | 28                                            | Щипско                                        | Църнилище                                     |                                               |
|                                               | Борис Балимезов                               |                                               | Хасковско                                     | Хасково                                       |                                               |
|                                               | Борис Демирджиев                              | 20                                            | Дойранско                                     | Дойран                                        |                                               |
|                                               | Васил Арсов                                   |                                               | Щипско                                        | Щип                                           |                                               |
|                                               | Васил Гемидиев                                |                                               | Солунско                                      | Коритен                                       |                                               |
|                                               | Васил Райчки                                  |                                               | Тиквеш                                        |                                               |                                               |
|                                               | Владимир Марчев                               |                                               | Щипско                                        | Неманици                                      |                                               |
|                                               | Владимир Сланков                              |                                               | Щипско                                        | Щип                                           | убит на 21 (23) ноември 1912                  |
|                                               | Георги Икономов                               |                                               | Велешко                                       | Велес                                         |                                               |
|                                               | Георги Ставрев                                |                                               |                                               | Измир                                         |                                               |
|                                               | Георги Станишев                               | 29 (30)                                       | Кукушко                                       | Кукуш                                         |                                               |
|                                               | Геро Коцов                                    |                                               | Щипско                                        | Судик                                         |                                               |
|                                               | Гьошо Цветев                                  |                                               | Велешко                                       | Войница                                       |                                               |
|                                               | Димитър Кантарджиев                           |                                               | Велешко                                       | Велес                                         |                                               |
|                                               | Димко Андонов                                 |                                               | Щипско                                        | Карбинци                                      |                                               |
|                                               | Дино Скачков                                  | 22                                            | Кукушко                                       | Кукуш                                         | убит на 21 октомври 1912                      |
|                                               | Ефрем Спасов                                  | 20                                            | Кратовско                                     | Крилатица                                     |                                               |
|                                               | Ефрем Миладинов                               |                                               | Кочанско                                      | Костин дол                                    |                                               |
|                                               | Иван Андонов                                  | 30                                            | Радовишко                                     | Дедино                                        |                                               |
|                                               | Илия Панов                                    |                                               | Велешко                                       | Попадия                                       |                                               |
|                                               | Каран Будевски                                |                                               | Софийско                                      | София                                         |                                               |
|                                               | Кольо Иванов                                  |                                               | Лозенградско                                  | Лозенград                                     | убит на 21 октомври 1912                      |
|                                               | Костадин Димов                                |                                               | Радовишко                                     | Конче                                         |                                               |
|                                               | Кръсто Гърбовски                              |                                               | Тиквешко                                      | Гърбовец                                      | починал от холера                             |
|                                               | Лазар Беглер                                  |                                               | Велешко                                       | Крайници                                      |                                               |
|                                               | Милан Николов                                 |                                               | Тиквешко                                      | Раец                                          |                                               |
|                                               | Мита Кобуров                                  |                                               | Кратовско                                     | Кетеново                                      |                                               |
|                                               | Мито Патарозлията                             |                                               | Кукушко                                       | Патарос                                       |                                               |
|                                               | Михаил П. Стаматов                            |                                               | Солунско                                      | Солун                                         |                                               |
|                                               | Никола Андонов                                |                                               | Кратовско                                     | Бучище                                        |                                               |
|                                               | Пантелей Атанасов                             |                                               | Струмишко                                     | Требичино                                     |                                               |
|                                               | Петър Спасов                                  |                                               | Радовишко                                     | Конче                                         | убит на 21 октомври 1912                      |
|                                               | Петър Хаджириндов                             |                                               | Ениджевардарско                               | Енидже Вардар                                 |                                               |
|                                               | Сандо Попдимков                               | 36                                            | Тиквешко                                      | Неготино                                      |                                               |
|                                               | Сане Портаров                                 |                                               | Щипско                                        | Кнеже                                         |                                               |
|                                               | Славе                                         |                                               | Щипско                                        | Криви дол                                     |                                               |
|                                               | Стоян Петров                                  |                                               | Велешко                                       | Крайници                                      |                                               |
|                                               | Стоян Петрушов                                |                                               | Щипско                                        | Уланци                                        |                                               |
|                                               | Тасе Наумов                                   |                                               | Тиквешко                                      | Кавадарци                                     | убит                                          |
|                                               | Теодос Малински                               | 26 (28)                                       | Кумановско                                    | Малино                                        |                                               |
|                                               | Тоде Атанасов                                 | 32                                            | Щипско                                        | Неманици                                      | орден „За храброст“ IV степен                 |
|                                               | Тодор Зографов                                |                                               | Велешко                                       | Велес                                         |                                               |
|                                               | Тодор Саздов                                  | 30                                            | Пробищипско                                   | Горни Стубол                                  |                                               |
|                                               | Тодор Спасов                                  |                                               | Щипско                                        | Пиперово                                      |                                               |
|                                               | Тошо Ангелов                                  |                                               | Велешко                                       | Велес                                         |                                               |
|                                               | Трайко Талев                                  |                                               | Прилепско                                     | Прилеп                                        |                                               |
|                                               | Филип Мишев                                   | 20 (22)                                       | Тиквешко                                      | Кавадарци                                     |                                               |
|                                               | Христо Майсторчето                            |                                               | Велешко                                       | Велес                                         |                                               |
|                                               | Христо Симеонов                               |                                               | Пловдивско                                    | Пловдив                                       |                                               |
|                                               | Цанко Нушев                                   |                                               | Щипско                                        | Неманици                                      |                                               |

По-късно е в щаба на 9 велешка дружина. Награден е с орден „За военна заслуга“. С влошаването на отношенията между балканските съюзници и засилването на сръбския и гръцкия терор над българското население в Македония през 1913 г. заедно със своите съратници Тодор Александров организира изпращането на чети в Македония. На 3 юли 1913 г. е назначен за пунктов началник на разузнавателния пункт в Щип. На 1 август 1913 година Александров праща писмо до Григор Василев и Никола Милев с инструкции от Христо Матов да агитират за Независима Македония, ако това не стане за това Македония да влезе като автономна област в Албания или поне Битолския вилает, в краен случай Костурско, Охридско, Дебърско и Тетовско. Тази дейност се засилва особено след Междусъюзническата война през 1913 г., когато в Македония избухва Охридско-Дебърското въстание, и след началния период на Първата световна война, когато България все още не се е включила в нея. През февруари 1914 г. деецът на ВМОРО Михаил Влашето (от четата на Георги Мучитано) предлага на Александров да убие гръцкия премиер Елефтериос Венизелос, но Александров му отказва. С включването на България в Първата световна война през октомври 1915 година Тодор Александров е мобилизиран и служи в Щаба на Действащата армия като чиновник/офицер за поръчки. По това време структурите на ВМРО изцяло се вливат в състава на българската армия. Самият Александров полага немалко усилия за организирането на администрацията в освободените земи, предлагайки назначения за окръжни и околийски началници, кметове и полицейски инспектори, с което увеличава влиянието на ВМРО в управлението на македонската военноинспекционна област.

### Начело на ВМРО
- Писмо от Александров до Тодор Недков, 20 март 1919 г.

След Първата световна война Александров е виден деец на македонската емиграция в България. Представител е на Щипското братство на Учредителния събор на Съюза на македонските емигрантски организации, проведен в София от 22 до 25 ноември 1918 година.
След края на Първата световна война, през 1919 година Александров заедно с генерал Александър Протогеров, Петър Чаулев и Коце Ципушев, възстановява ВМРО. В изключително сложната обстановка на вътрешни борби и отчаяние Тодор Александров успява да възстанови структурите на организацията и се издига като неин ръководител с голям авторитет сред бежанците в България и населението във Вардарска Македония. Основна цел на организацията е обединение на отделните части на Македония в една автономна, а в дългосрочен план и независима единица като единствен начин за запазване на българщината в нея.
Усилията на правителството на Александър Стамболийски да изведе България от международната изолация и да я предпази от враждебните ѝ съседи, като се откаже от защита на правата на българското население, останало в пределите на създаденото през 1918 година Кралство на сърби, хървати и словенци, се приемат като предателство от ВМРО и водят до политически и дори въоръжен конфликт между правителството и организацията на Александров. На 4 ноември Протогеров и Александров са арестувани заедно с депутати, редактори на вестници и други като виновници за войната. Първо Александров, а по-късно и Протогеров с помощта на Антон Прудкин, който тогава е шеф на столичната полиция и с посредничеството на войводата Михаил Радев, успяват да избягат от затвора.
На практика, ВМРО контролира политическия живот в Пиринска Македония. В отговор на опитите на правителството да раздухва междуособните борби сред бежанците от Македония и да преследва активните дейци на ВМРО, по указание на Тодор Александров е убит министърът на войната в земеделското правителство Александър Димитров, четите на ВМРО временно завземат Кюстендил и Неврокоп (днес Гоце Делчев). През 1923 година ВМРО на Тодор Александров подкрепя Деветоюнския преврат.
В борбата си срещу сръбската и гръцката власт в Македония Тодор Александров използва най-различни политически и военни средства, търси различни съюзници. През юни 1920 г. той издава окръжно с призив към населението на Македония да гласува за комунистическите кандидати на предстоящите през ноември 1920 г. избори за законодателно събрание на Кралството на сърби, хървати и словенци.
На изборите тези кандидати получават изненадващо висока подкрепа във Вардарска Македония. Както пише в своите „Спомени“ Иван Михайлов ВМРО подкрепя най-крайните партии, борещи се срещу режима в Белград. Оценката за ползата от подобна подкрепа на ВМРО за комунистическите сили обаче е нееднозначна поради македонизма, който по-късно започват да прокарват споделящите комунистическите идеи, както и възможностите за намеса на Съветска Русия в националноосвободителните движения на Балканите. През 1924 година, след успеха на съветските представители да спечелят един от ръководителите на ВМРО Димитър Влахов, а по-късно и Петър Чаулев, във Виена е подписан Майският манифест, с който ВМРО се съгласява да действа съвместно с комунистическите партии на Балканите.
Тодор Александров обявява, че не е подписал лично този документ. Подложен на натиск от страна на тогавашното българско правителство на Александър Цанков, той публично се отказва от всякакви контакти с комунистическите сили. Въпреки това ВМРО изпада в изолация, като си спечелва враждебността не само на дотогавашните неприятели на българщината в Македония и на комунистическото движение, но и на правителството в София. В тази обстановка на 31 август 1924 година в местността Равна бука, край село Сугарево в Пирин Тодор Александров е убит. Макар че физическите убийци са наказани много скоро от ВМРО, все още няма ясен отговор въпросът кой е истинският подбудител за убийството на Тодор Александров. Погребан е един до друг с телохранителя си Панзо Зафиров при църквата „Свети Илия“ до село Сугарево.

## Памет
През 1928 година в Кюстендил е изграден паметник, който е разрушен в 1946 година и възстановен през 1991 година. Бюст-паметници на революционера са издигнати в София, Пловдив, Бургас, Благоевград.
На Тодор Александров е наречен булевард в София (Карта).
На 4 септември 1958 година вестник „Македонска трибуна“ отпечатва речта на Асен Аврамов при откриване на конгреса на „Македонската патриотическа организация“ (МПО) в която казва следното за Александров: „Тодор Александров, когото народа кръсти „Старио“ още на младини, защото в негово лице усети ума, волята, куража, конспирацията, политическата и национална програма на Македония в борбата за освобождението.“
Александров връх на Антарктическия полуостров е наименуван на Тодор Александров.

## Галерия
- Визитни картички на Тодор Алексадров
- Бюст в Морска градина в Бургас
- Паметник в Борисовата градина в София
- Паметник на Тодор Александров в Кюстендил

## Изследвания
- Добринов, Д. "Последният цар на планините. Биографичен очерк за Тодор Александров 1881-1924 г.", София, 1992;
- Васев, К. "Тодор Александров - легендарният комита", София, 2021;
- Пърличев, К. "Убийството на Тодор Александров. Изследване и документи", София, 2002;
- Васев, К. "Майският манифест като точка на пречупване: политическите позиции на Тодор Александров между 9 юни 1923 г. и 31 август 1924 г.", сп. "Македонски преглед", год. XLVII, кн. 2, 2024;
- Тюлеков, Д. "Един век от гибелта на Тодор Александров – неюбилейни размисли", сп. "Македонски преглед", год. XLVII, кн. 2, 2024;
- Славов, С. "Възстановяването на ВМОРО под ръководството на Тодор Александров през 1909 – 1911 г.", сп. "Македонски преглед", год. XLVII, кн. 2, 2024;
- Тюлеков, Д. "Обречено родолюбие. ВМРО в Пиринско 1919-1934 г.", Благоевград, 2001;
- Гребенаров, А. "Тодор Александров и Железничарската тайна организация", сп. "Македонски преглед", год. XXII, кн 3, 1999;
- Славов, С. "ВМОРО от Илинден до Балканската война (1903-1912)", София, 2016;
- Тодоровски, З. "Тодор Александров. Едиција „Македонски дејци", Скопjе, 2013;
- Галев, Д. "Тодор Александров од автономија до самостојна држава", Скопје, 1995;
- Тодоровски, З. "Сè за Македонија. Документи 1919 – 1924 (предговор и редакција)", Скопје, 2005;
- Жежов, Н. "Една стогодишна таjна. Убиството на Тодор Александров", Скопjе, 2024;
- Жила, Л. "Виенска „стапица“. Историја на преговорите меѓу. СССР и ВМРО на Тодор Александров", Скопје, 2014;
- Билярски, Ц. "Тодор Александров. Живот-легенда", София, 1991.

## Родословие
|                                  |                                  |                                  |                                  |                                  |                                  |  |  |                            |                            |                            |                            |                            |                            |  |  |                                 |                                 |                                 |                                 |                                 |                                 |  |  |                       |                       |                       |                       |                       |                       |  |  |                             |                             |                             |                             |                             |                             |  |  |                      |                      |                      |                      |                                    |                                    |                                    |                                    |                                    |                                    |                           |                           |                           |                           |                  |                  |                             |                             |                             |                             |                             |                             |  |  |                              |                              |                              |                              |                              |                              |  |  |               |               |               |               |               |               |  |  |                                        |                                        |                                        |                                        |                                        |                                        |  |  |              |              |              |              |              |              |  |  |                            |                            |                            |                            |                            |                            |
|                                  |                                  |                                  |                                  |                                  |                                  |  |  |                            |                            |                            |                            |                            |                            |  |  |                                 |                                 |                                 |                                 |                                 |                                 |  |  |                       |                       |                       |                       |                       |                       |  |  |                             |                             |                             |                             |                             |                             |  |  | поп Оруш             |                      |                      |                      |                                    |                                    |                                    |                                    |                                    |                                    |                           |                           |                           |                           |                  |                  |                             |                             |                             |                             |                             |                             |  |  |                              |                              |                              |                              |                              |                              |  |  |               |               |               |               |               |               |  |  |                                        |                                        |                                        |                                        |                                        |                                        |  |  |              |              |              |              |              |              |  |  |                            |                            |                            |                            |                            |                            |
|                                  |                                  |                                  |                                  |                                  |                                  |  |  |                            |                            |                            |                            |                            |                            |  |  |                                 |                                 |                                 |                                 |                                 |                                 |  |  |                       |                       |                       |                       |                       |                       |  |  |                             |                             |                             |                             |                             |                             |  |  |                      |                      |                      |                      |                                    |                                    |                                    |                                    |                                    |                                    |                           |                           |                           |                           |                  |                  |                             |                             |                             |                             |                             |                             |  |  |                              |                              |                              |                              |                              |                              |  |  |               |               |               |               |               |               |  |  |                                        |                                        |                                        |                                        |                                        |                                        |  |  |              |              |              |              |              |              |  |  |                            |                            |                            |                            |                            |                            |
|                                  |                                  |                                  |                                  |                                  |                                  |  |  |                            |                            |                            |                            |                            |                            |  |  |                                 |                                 |                                 |                                 |                                 |                                 |  |  |                       |                       |                       |                       |                       |                       |  |  |                             |                             |                             |                             |                             |                             |  |  | Константин Попорушев | Константин Попорушев | Константин Попорушев | Константин Попорушев | Константин Попорушев               | Константин Попорушев               |                                    |                                    | Ефросина Поликарева                | Ефросина Поликарева                | Ефросина Поликарева       | Ефросина Поликарева       | Ефросина Поликарева       | Ефросина Поликарева       |                  |                  |                             |                             |                             |                             |                             |                             |  |  |                              |                              |                              |                              |                              |                              |  |  |               |               |               |               |               |               |  |  |                                        |                                        |                                        |                                        |                                        |                                        |  |  |              |              |              |              |              |              |  |  |                            |                            |                            |                            |                            |                            |
|                                  |                                  |                                  |                                  |                                  |                                  |  |  |                            |                            |                            |                            |                            |                            |  |  |                                 |                                 |                                 |                                 |                                 |                                 |  |  |                       |                       |                       |                       |                       |                       |  |  |                             |                             |                             |                             |                             |                             |  |  | Константин Попорушев | Константин Попорушев | Константин Попорушев | Константин Попорушев | Константин Попорушев               | Константин Попорушев               |                                    |                                    | Ефросина Поликарева                | Ефросина Поликарева                | Ефросина Поликарева       | Ефросина Поликарева       | Ефросина Поликарева       | Ефросина Поликарева       |                  |                  |                             |                             |                             |                             |                             |                             |  |  |                              |                              |                              |                              |                              |                              |  |  |               |               |               |               |               |               |  |  |                                        |                                        |                                        |                                        |                                        |                                        |  |  |              |              |              |              |              |              |  |  |                            |                            |                            |                            |                            |                            |
|                                  |                                  |                                  |                                  |                                  |                                  |  |  |                            |                            |                            |                            |                            |                            |  |  |                                 |                                 |                                 |                                 |                                 |                                 |  |  |                       |                       |                       |                       |                       |                       |  |  |                             |                             |                             |                             |                             |                             |  |  |                      |                      |                      |                      |                                    |                                    |                                    |                                    |                                    |                                    |                           |                           |                           |                           |                  |                  |                             |                             |                             |                             |                             |                             |  |  |                              |                              |                              |                              |                              |                              |  |  |               |               |               |               |               |               |  |  |                                        |                                        |                                        |                                        |                                        |                                        |  |  |              |              |              |              |              |              |  |  |                            |                            |                            |                            |                            |                            |
|                                  |                                  |                                  |                                  |                                  |                                  |  |  |                            |                            |                            |                            |                            |                            |  |  |                                 |                                 |                                 |                                 |                                 |                                 |  |  |                       |                       |                       |                       |                       |                       |  |  |                             |                             |                             |                             |                             |                             |  |  |                      |                      |                      |                      | Александър Попорушев (1849 – 1897) | Александър Попорушев (1849 – 1897) | Александър Попорушев (1849 – 1897) | Александър Попорушев (1849 – 1897) | Александър Попорушев (1849 – 1897) | Александър Попорушев (1849 – 1897) |                           |                           | Мария Хаджиянева          | Мария Хаджиянева          | Мария Хаджиянева | Мария Хаджиянева | Мария Хаджиянева            | Мария Хаджиянева            |                             |                             |                             |                             |  |  |                              |                              |                              |                              |                              |                              |  |  |               |               |               |               |               |               |  |  |                                        |                                        |                                        |                                        |                                        |                                        |  |  |              |              |              |              |              |              |  |  |                            |                            |                            |                            |                            |                            |
|                                  |                                  |                                  |                                  |                                  |                                  |  |  |                            |                            |                            |                            |                            |                            |  |  |                                 |                                 |                                 |                                 |                                 |                                 |  |  |                       |                       |                       |                       |                       |                       |  |  |                             |                             |                             |                             |                             |                             |  |  |                      |                      |                      |                      | Александър Попорушев (1849 – 1897) | Александър Попорушев (1849 – 1897) | Александър Попорушев (1849 – 1897) | Александър Попорушев (1849 – 1897) | Александър Попорушев (1849 – 1897) | Александър Попорушев (1849 – 1897) |                           |                           | Мария Хаджиянева          | Мария Хаджиянева          | Мария Хаджиянева | Мария Хаджиянева | Мария Хаджиянева            | Мария Хаджиянева            |                             |                             |                             |                             |  |  |                              |                              |                              |                              |                              |                              |  |  |               |               |               |               |               |               |  |  |                                        |                                        |                                        |                                        |                                        |                                        |  |  |              |              |              |              |              |              |  |  |                            |                            |                            |                            |                            |                            |
|                                  |                                  |                                  |                                  |                                  |                                  |  |  |                            |                            |                            |                            |                            |                            |  |  |                                 |                                 |                                 |                                 |                                 |                                 |  |  |                       |                       |                       |                       |                       |                       |  |  |                             |                             |                             |                             |                             |                             |  |  |                      |                      |                      |                      |                                    |                                    |                                    |                                    |                                    |                                    |                           |                           |                           |                           |                  |                  |                             |                             |                             |                             |                             |                             |  |  |                              |                              |                              |                              |                              |                              |  |  |               |               |               |               |               |               |  |  |                                        |                                        |                                        |                                        |                                        |                                        |  |  |              |              |              |              |              |              |  |  |                            |                            |                            |                            |                            |                            |
|                                  |                                  |                                  |                                  |                                  |                                  |  |  |                            |                            |                            |                            |                            |                            |  |  |                                 |                                 |                                 |                                 |                                 |                                 |  |  |                       |                       |                       |                       |                       |                       |  |  |                             |                             |                             |                             |                             |                             |  |  |                      |                      |                      |                      |                                    |                                    |                                    |                                    |                                    |                                    |                           |                           |                           |                           |                  |                  |                             |                             |                             |                             |                             |                             |  |  |                              |                              |                              |                              |                              |                              |  |  |               |               |               |               |               |               |  |  |                                        |                                        |                                        |                                        |                                        |                                        |  |  |              |              |              |              |              |              |  |  |                            |                            |                            |                            |                            |                            |
| Екатерина Ципушева (1879 – 1967) | Екатерина Ципушева (1879 – 1967) | Екатерина Ципушева (1879 – 1967) | Екатерина Ципушева (1879 – 1967) | Екатерина Ципушева (1879 – 1967) | Екатерина Ципушева (1879 – 1967) |  |  | Коце Ципушев (1877 – 1968) | Коце Ципушев (1877 – 1968) | Коце Ципушев (1877 – 1968) | Коце Ципушев (1877 – 1968) | Коце Ципушев (1877 – 1968) | Коце Ципушев (1877 – 1968) |  |  | Тодор Александров (1881 – 1924) | Тодор Александров (1881 – 1924) | Тодор Александров (1881 – 1924) | Тодор Александров (1881 – 1924) | Тодор Александров (1881 – 1924) | Тодор Александров (1881 – 1924) |  |  | Вангелия Александрова | Вангелия Александрова | Вангелия Александрова | Вангелия Александрова | Вангелия Александрова | Вангелия Александрова |  |  | Василка Панушева (1890 – ?) | Василка Панушева (1890 – ?) | Василка Панушева (1890 – ?) | Василка Панушева (1890 – ?) | Василка Панушева (1890 – ?) | Василка Панушева (1890 – ?) |  |  | Тома Панушев         | Тома Панушев         | Тома Панушев         | Тома Панушев         | Тома Панушев                       | Тома Панушев                       |                                    |                                    | Елена Зафирова (1892 – ?)          | Елена Зафирова (1892 – ?)          | Елена Зафирова (1892 – ?) | Елена Зафирова (1892 – ?) | Елена Зафирова (1892 – ?) | Елена Зафирова (1892 – ?) |                  |                  | Любен Зафиров (1879 – 1962) | Любен Зафиров (1879 – 1962) | Любен Зафиров (1879 – 1962) | Любен Зафиров (1879 – 1962) | Любен Зафиров (1879 – 1962) | Любен Зафиров (1879 – 1962) |  |  | Кира Димитрова (1892 – 1982) | Кира Димитрова (1892 – 1982) | Кира Димитрова (1892 – 1982) | Кира Димитрова (1892 – 1982) | Кира Димитрова (1892 – 1982) | Кира Димитрова (1892 – 1982) |  |  | Янко Димитров | Янко Димитров | Янко Димитров | Янко Димитров | Янко Димитров | Янко Димитров |  |  | Константина Александрова (1896 – 1985) | Константина Александрова (1896 – 1985) | Константина Александрова (1896 – 1985) | Константина Александрова (1896 – 1985) | Константина Александрова (1896 – 1985) | Константина Александрова (1896 – 1985) |  |  | София Монева | София Монева | София Монева | София Монева | София Монева | София Монева |  |  | Михаил Монев (1881 – 1944) | Михаил Монев (1881 – 1944) | Михаил Монев (1881 – 1944) | Михаил Монев (1881 – 1944) | Михаил Монев (1881 – 1944) | Михаил Монев (1881 – 1944) |
| Екатерина Ципушева (1879 – 1967) | Екатерина Ципушева (1879 – 1967) | Екатерина Ципушева (1879 – 1967) | Екатерина Ципушева (1879 – 1967) | Екатерина Ципушева (1879 – 1967) | Екатерина Ципушева (1879 – 1967) |  |  | Коце Ципушев (1877 – 1968) | Коце Ципушев (1877 – 1968) | Коце Ципушев (1877 – 1968) | Коце Ципушев (1877 – 1968) | Коце Ципушев (1877 – 1968) | Коце Ципушев (1877 – 1968) |  |  | Тодор Александров (1881 – 1924) | Тодор Александров (1881 – 1924) | Тодор Александров (1881 – 1924) | Тодор Александров (1881 – 1924) | Тодор Александров (1881 – 1924) | Тодор Александров (1881 – 1924) |  |  | Вангелия Александрова | Вангелия Александрова | Вангелия Александрова | Вангелия Александрова | Вангелия Александрова | Вангелия Александрова |  |  | Василка Панушева (1890 – ?) | Василка Панушева (1890 – ?) | Василка Панушева (1890 – ?) | Василка Панушева (1890 – ?) | Василка Панушева (1890 – ?) | Василка Панушева (1890 – ?) |  |  | Тома Панушев         | Тома Панушев         | Тома Панушев         | Тома Панушев         | Тома Панушев                       | Тома Панушев                       |                                    |                                    | Елена Зафирова (1892 – ?)          | Елена Зафирова (1892 – ?)          | Елена Зафирова (1892 – ?) | Елена Зафирова (1892 – ?) | Елена Зафирова (1892 – ?) | Елена Зафирова (1892 – ?) |                  |                  | Любен Зафиров (1879 – 1962) | Любен Зафиров (1879 – 1962) | Любен Зафиров (1879 – 1962) | Любен Зафиров (1879 – 1962) | Любен Зафиров (1879 – 1962) | Любен Зафиров (1879 – 1962) |  |  | Кира Димитрова (1892 – 1982) | Кира Димитрова (1892 – 1982) | Кира Димитрова (1892 – 1982) | Кира Димитрова (1892 – 1982) | Кира Димитрова (1892 – 1982) | Кира Димитрова (1892 – 1982) |  |  | Янко Димитров | Янко Димитров | Янко Димитров | Янко Димитров | Янко Димитров | Янко Димитров |  |  | Константина Александрова (1896 – 1985) | Константина Александрова (1896 – 1985) | Константина Александрова (1896 – 1985) | Константина Александрова (1896 – 1985) | Константина Александрова (1896 – 1985) | Константина Александрова (1896 – 1985) |  |  | София Монева | София Монева | София Монева | София Монева | София Монева | София Монева |  |  | Михаил Монев (1881 – 1944) | Михаил Монев (1881 – 1944) | Михаил Монев (1881 – 1944) | Михаил Монев (1881 – 1944) | Михаил Монев (1881 – 1944) | Михаил Монев (1881 – 1944) |